# Фристайл на зимових Олімпійських іграх 2006
Змагання з фристайлу на зимових Олімпійських іграх 2006 тривали з 11 до 23 лютого в Саузе-д'Улькс (Італія). Розіграно чотири комплекти нагород.

## Чемпіони та призери

### Таблиця медалей
| Місце                | Країна               | Золото | Срібло | Бронза | Загалом |
| -------------------- | -------------------- | ------ | ------ | ------ | ------- |
| 1                    | Китай (CHN)          | 1      | 1      | 0      | 2       |
| 2                    | Австралія (AUS)      | 1      | 0      | 1      | 2       |
| 3                    | Канада (CAN)         | 1      | 0      | 0      | 1       |
| 3                    | Швейцарія (SUI)      | 1      | 0      | 0      | 1       |
| 5                    | Білорусь (BLR)       | 0      | 1      | 0      | 1       |
| 5                    | Норвегія (NOR)       | 0      | 1      | 0      | 1       |
| 5                    | Фінляндія (FIN)      | 0      | 1      | 0      | 1       |
| 8                    | Росія (RUS)          | 0      | 0      | 1      | 1       |
| 8                    | США (USA)            | 0      | 0      | 1      | 1       |
| 8                    | Франція (FRA)        | 0      | 0      | 1      | 1       |
| Загалом (10 збірних) | Загалом (10 збірних) | 4      | 4      | 4      | 12      |

### Чоловіки
| Дисципліна | Золото                     | Золото | Срібло                       | Срібло | Бронза                    | Бронза |
| ---------- | -------------------------- | ------ | ---------------------------- | ------ | ------------------------- | ------ |
| Могул      | Дейл Бегг-Сміт · Австралія | 26.77  | Мікко Ронкайнен · Фінляндія  | 26.62  | Тобі Доусон · США         | 26.30  |
| Акробатика | Хань Сяопен · Китай        | 250.77 | Дмитро Дащинський · Білорусь | 248.68 | Володимир Лебедєв · Росія | 246.76 |

### Жінки
| Дисципліна | Золото                  | Золото | Срібло              | Срібло | Бронза                    | Бронза |
| ---------- | ----------------------- | ------ | ------------------- | ------ | ------------------------- | ------ |
| Могул      | Дженніфер Гейл · Канада | 26.50  | Карі Тро · Норвегія | 25.65  | Сандра Лаура · Франція    | 25.37  |
| Акробатика | Евелін Лу · Швейцарія   | 202.55 | Лі Ніна · Китай     | 197.39 | Аліса Кемплін · Австралія | 191.39 |

## Країни-учасниці
У змаганнях з фристайлу на Олімпійських іграх у Турині взяли участь спортсмени 22-ох країн.
- Аргентина (1)
- Австралія (9)
- Австрія (1)
- Білорусь (6)
- Канада (14)
- Китай (8)
- Чехія (3)
- Іспанія (1)
- Фінляндія (4)
- Франція (5)
- Німеччина (2)
- Італія (6)
- Японія (9)
- Казахстан (3)
- Південна Корея (1)
- Норвегія (2)
- Росія (13)
- Словенія (2)
- Швеція (4)
- Швейцарія (4)
- Україна (7)
- США (14)